# Édouard Bovier-Lapierre
Pour les articles homonymes, voir Bovier-Lapierre, Bovier et Lapierre.
Édouard Bovier-Lapierre, né le 28 avril 1883 à Grenoble (Isère) et mort le 3 mars 1958 à Paris 17e, est un homme politique français.

## Biographie
Fils du député de gauche radicale Amédée-Pierre Bovier-Lapierre, Edouard fait des études supérieures à Paris, à la fois en droit et en lettres. Licencié de lettres, il est docteur ès sciences politiques et économiques.
Il choisit ensuite la carrière d'avocat, avant d'être mobilisé et de participer dès août 1914 à la Première guerre mondiale, dont il sort décoré de la Croix de Guerre et de la médaille militaire.
Après sa démobilisation, il entre dans l'administration, au ministère du travail et de la prévoyance sociale, comme chef de bureau.
Il entre en politique en 1919 : candidat sur une liste d'union républicaine et démocratique dans l'Isère, il est élu député et siège au groupe des républicains socialistes.
A la Chambre, il est un député très actif, intervenant dans de nombreux débats, sur des questions variées.
En 1924, il mène dans l'Isère la liste du bloc des gauches, qui arrive largement en tête, et est réélu député. Très rapidement, il entre au gouvernement soutenu par le Cartel des gauches, et devient, le 14 juin 1924 ministre des Pensions, fonction qu'il occupe jusqu'à la chute gouvernement Édouard Herriot (1), le 10 avril 1925. Cette même année, il est élu maire de Morestel, mandat qu'il conserve jusqu'en 1929.
Toujours actif comme député, il perd cependant son siège en 1928, à la faveur du retour au scrutin majoritaire d'arrondissement, au profit du radical Albert Perrin.
Il obtient alors un poste de professeur de législation ouvrière à l'école des travaux publics, et quitte la vie politique.

## Sources
- « Édouard Bovier-Lapierre », dans le Dictionnaire des parlementaires français (1889-1940), sous la direction de Jean Jolly, PUF, 1960 [détail de l’édition]